# Владомирский, Владимир Иосифович
Владимир Иосифович Владоми́рский (настоящая фамилия Малейко; бел. Уладзімір Уладамірскі; 1893—1971) — белорусский, советский актёр театра и кино. Народный артист СССР (1955).

## Биография

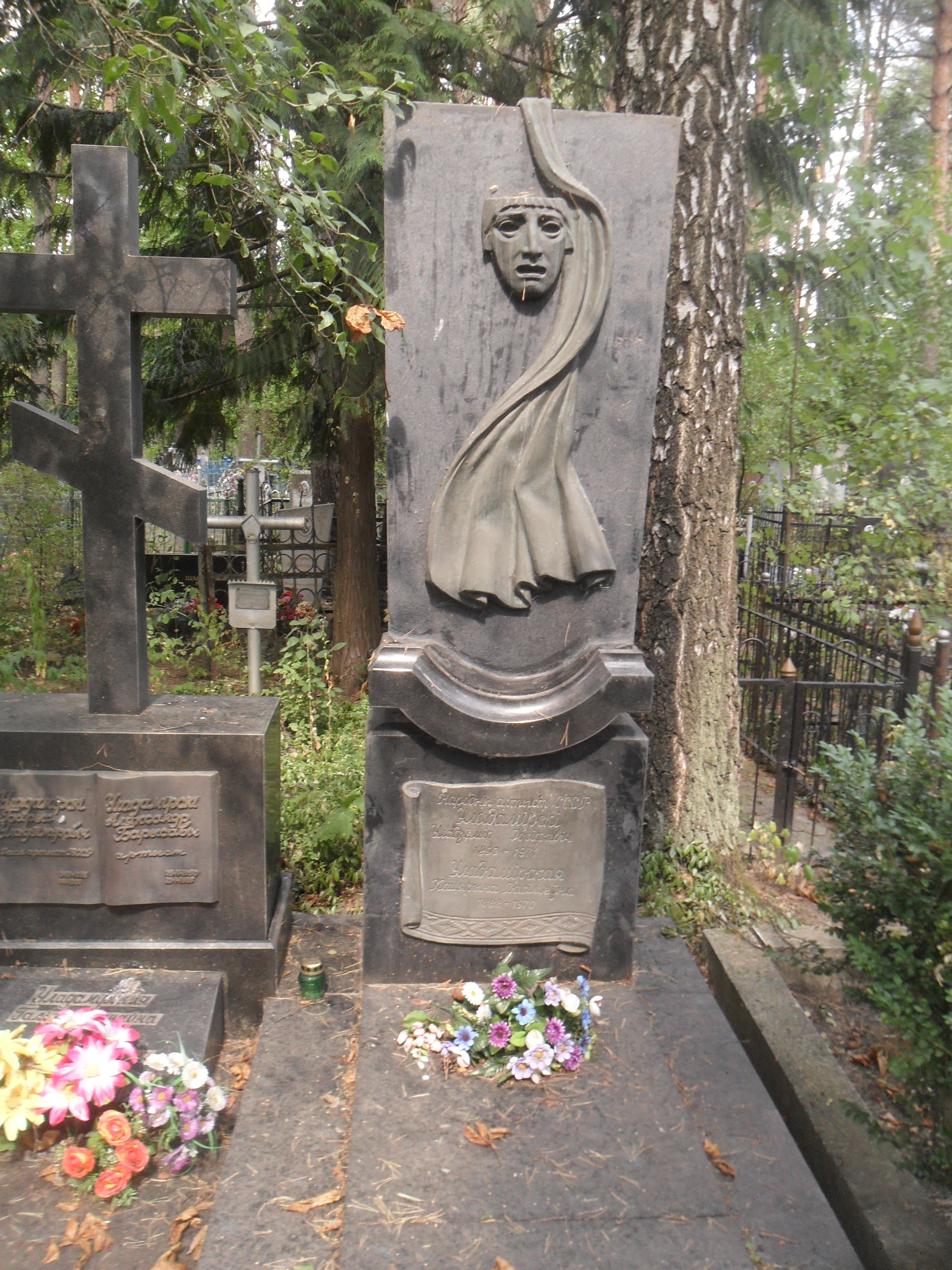
Могила Владомирского на Восточном кладбище Минска.

Родился 6 (18) октября 1893 года в Ковно (ныне Каунас, Литва) в крестьянской семье. Его отец, Иосиф Фёдорович Малейко работал десятником плавучего разводного моста на реке Неман.
Детство и юность будущего актёра прошли Бобруйске. Участвовал в Первой мировой войне, в конце августа 1914 года получил тяжелую контузию, был в плену.
В 1920 году начал сценическую деятельность во 2-м Показательном театре Западного фронта (Бобруйск). В 1921—1922 годах играл в Смольном театре (Петроград).
В 1924—1959 годах — актёр 1-го Белорусского драматического театра (ныне Национальный академический театр имени Янки Купалы. Профессиональное мастерство сформировалось под воздействием режиссёра Е. А. Мировича.
Во время войны — участник фронтовой театральной бригады.
Член ВКП(б) с 1941 года. Был заместителем председателя правления Белорусского театрального общества.
Умер 24 января 1971 года в Минске. Похоронен на Восточном кладбище.

### Семья
- Жена — Екатерина Васильевна Замешина (1888—1970)[4], актриса, танцовщица, певица.
- Сын — Борис (1923—1991), актёр
- Внук — Александр, актёр.

## Награды и звания
- Заслуженный артист Белорусской ССР
- Народный артист Белорусской ССР (1938)
- Народный артист СССР (1955)
- Два ордена Ленина (в т.ч. 1940)
- Орден Трудового Красного Знамени
- Медаль «За доблестный труд в Великой Отечественной войне 1941—1945 гг.»
- Медали.

## Творчество

### Роли в театре
- 1925 — «Карьера товарища Брызгалина» Е. А. Мировича — Брызгалин
- 1925 — «Коваль-воевода» Е. А. Мировичаа — Шут
- 1932 — «Отечество» К. Чорного — Гушка
- 1936 — «Волки и овцы» А. Н. Островского — Аполлон Викторович Мурзавецкий
- 1937 — «Последние» М. Горького — Иван Коломийцев
- 1938 — «Партизаны» К. Крапивы — Дрыль
- 1939 — «Гибель волка» Э. Л. Самуйлёнока — Абабурко
- 1941 — «В степях Украины» А. Е. Корнейчука — Саливон Иванович Чеснок
- 1942 — «Фронт» А. Е. Корнейчука — Горлов
- 1945 — «Милый человек» К. Крапивы — Конягин
- 1949 — «Это было в Минске» А. Е. Кучара — Вильгельм Кубе
- 1953 — «Доходное место» А. Н. Островского — Аким Акимович Юсов
- «С народом» К. Крапивы — Гудович
- «Соловей» З. Бядули — Язэп
- «Фландрия» В. Сарду — Ионас
- «Без вины виноватые» А. Н. Островского — Шмага
- «Правда хорошо, а счастье лучше» А. Н. Островского — Сила Ерофеевич Грознов
- «Собака на сене» Л. де Веги — Тристан
- «Междубурье» Д. И. Курдина — Дыбов
- «Бронепоезд 14-69» Вс. В. Иванова — Синь-Бин-у
- «Гута» Г. Я. Кобеца — Цыганок
- «Мост» Е. С. Романовича — Мухин
- «Капитанская дочка» по А. С. Пушкину — Е. И. Пугачёв
- «Коварство и любовь» Ф. Шиллера — Вурм

### Фильмография
- 1927 — Кастусь Калиновский — казачий есаул
- 1954 — Кто смеётся последним? — Черноус Александр Петрович
- 1957 — Полесская легенда — Богдан
- 1960 — Впереди — крутой поворот — эпизод.